# Mesonauta festivus

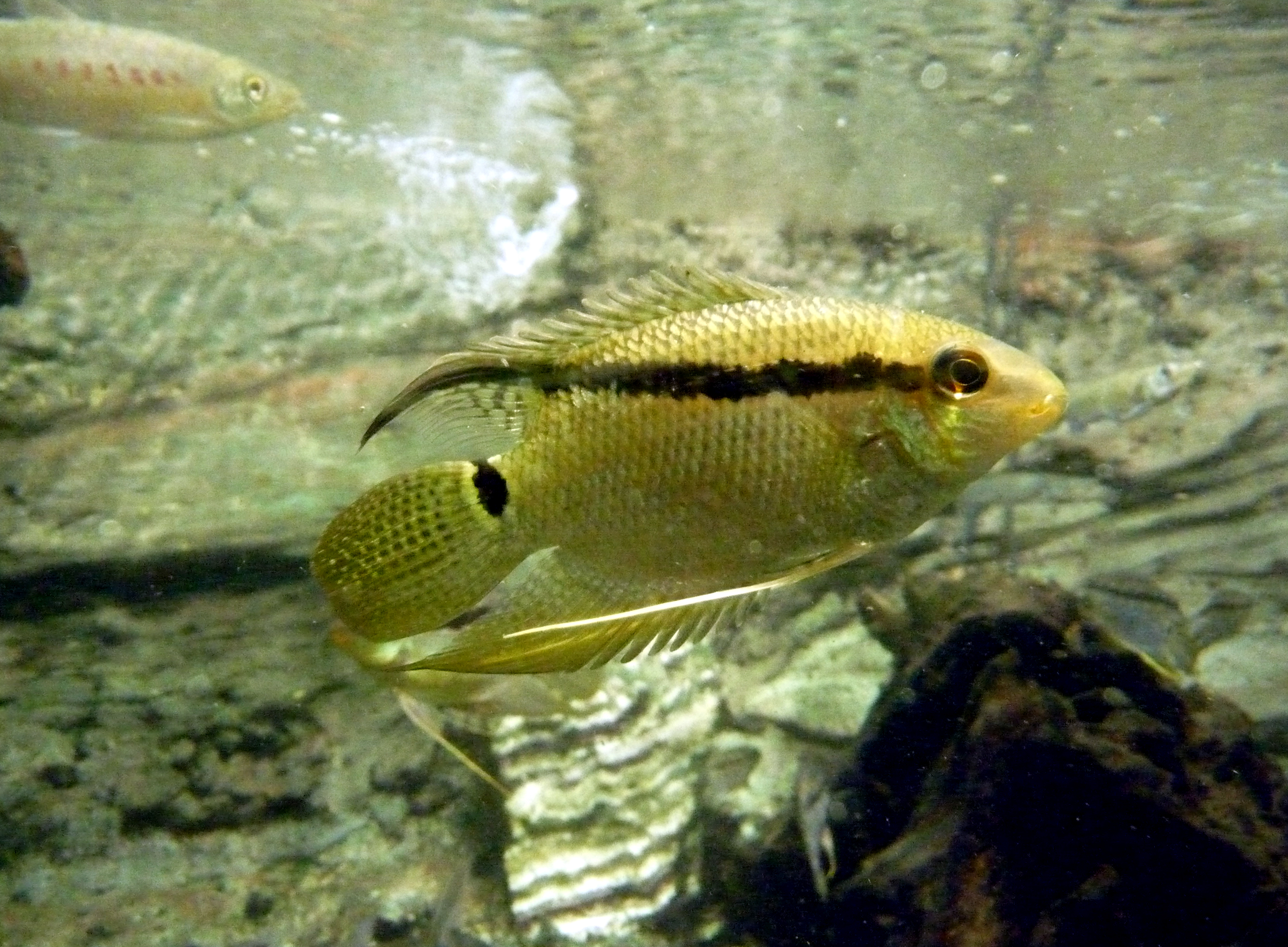
Mesonauta festivus

Mesonauta festivus (Heckel, 1840) è un pesce d'acqua dolce appartenente alla famiglia Cichlidae ed alla sottofamiglia Cichlasomatinae.

## Distribuzione e habitat
Ha un areale ampio: proviene dal sud-ovest del bacino del rio delle Amazzoni e dal bacino del Paraná, ed è anche stato accidentalmente introdotto nel Lago Gatún. È comune in zone ricche di vegetazione acquatica. È una specie molto adattabile che può vivere in ambienti molto diversi tra loro dal punto di vista di pH, corrente e concentrazione di ossigeno nell'acqua.

## Descrizione
Presenta un corpo compresso lateralmente, alto, con la testa dal profilo piuttosto appuntito. Il dimorfismo sessuale è poco marcato. La pinna dorsale e la pinna anale sono allungate, la pinna caudale ha il margine arrotondato. La colorazione di base può variare dal grigio chiaro al marrone fino al giallastro. Le caratteristiche che fanno riconoscere questo pesce sono la linea nera che passa dall'occhio, che in alcuni esemplari arriva fino al termine della pinna dorsale, e la macchia nera all'inizio della pinna caudale.
Gli occhi sono rossi. Non supera i 97,4 g e i 12 cm; raggiunge la maturità sessuale oltre i 4.

## Biologia

### Comportamento
Gli avannotti imitano foglie morte per mimetizzarsi.

### Alimentazione
Ha una dieta molto varia, che comprende perifiton, piante (Oryza, Echinochloa polystachya, Paspalum, Lemna) e piccoli invertebrati, come crostacei, vermi e insetti. Gli esemplari adulti sono stati osservati mentre si cibavano degli ectoparassiti di pesci più grossi.

### Predatori
Può essere preda di Hoplias malabaricus.

### Riproduzione
Forma coppie. Le uova vengono deposte su foglie di piante come Thurnia sphaerocephala e sorvegliate; dopo la schiusa sia il maschio che la femmina difendono gli avannotti.

## Acquariofilia
È ricercato per l'acquariofilia, anche se meno comune di Mesonauta insignis; necessita di una vasca ricca di vegetazione. Al di fuori del periodo riproduttivo è una specie pacifica.